# ࢴ
Gāf ou Kāf point souscrit est une lettre additionnelle de l’alphabet arabe utilisée dans l’écriture du tamoul arwi. Elle est composée d’un kāf diacrité d’un point souscrit.

## Utilisation
En tamoul écrit avec l’arwi, ‹ ࢴ › représente une consonne occlusive vélaire voisée [ɡ].
Ibn Khaldoun l’utilise notamment en arabe au XIVe siècle pour noter le g dur berbère dans la Muqaddima, alternativement avec le kāf point suscrit ‹ ڬ › et le kāf deux points suscrits ‹ ݿ ›, indiquant que la lettre est prononcé entre un kāf et un djīn (avec son point souscrit distinctif) ou un qāf (avec son point suscrit ou ses deux points suscrits).